# سوسیپ
سوسیپ (انگلیسی: SOCEP) شرکت لجستیک رومانیایی است، که در سال ۱۹۹۱ تأسیس شد.